# Nasu-dake
Die Nasu-dake (jap. 那須岳) sind eine Gruppe von komplexen Vulkanen in Japan. Der Sanbon’yari ist mit einer Höhe von 1916,9 m der höchste Gipfel der Gruppe. Die Gruppe liegt im Norden des Nikkō-Nationalpark in der Präfektur Tochigi, nahe der Grenze zur Präfektur Fukushima.

## Eruption
Er begann wahrscheinlich vor 600.000 Jahren auszubrechen. Die Eruption begann im Norden am Kashi-Asahi-Gipfel. Derzeit ist nur der Chausu aktiv.

## Hauptgipfel
- Sanbon’yari-dake (三本槍岳), 1916,9 m, 37° 9′ N, 139° 58′ O
- Chausu-dake (茶臼岳), 1915 m, 37° 7′ N, 139° 58′ O
- Asahi-dake (朝日岳), 1896 m, 37° 8′ N, 139° 58′ O
- Minamigatsusan (南月山), 1775,7 m, 37° 7′ N, 139° 57′ O
- Kurooya-dake (黒尾谷岳), 1589 m, 37° 6′ N, 139° 58′ O

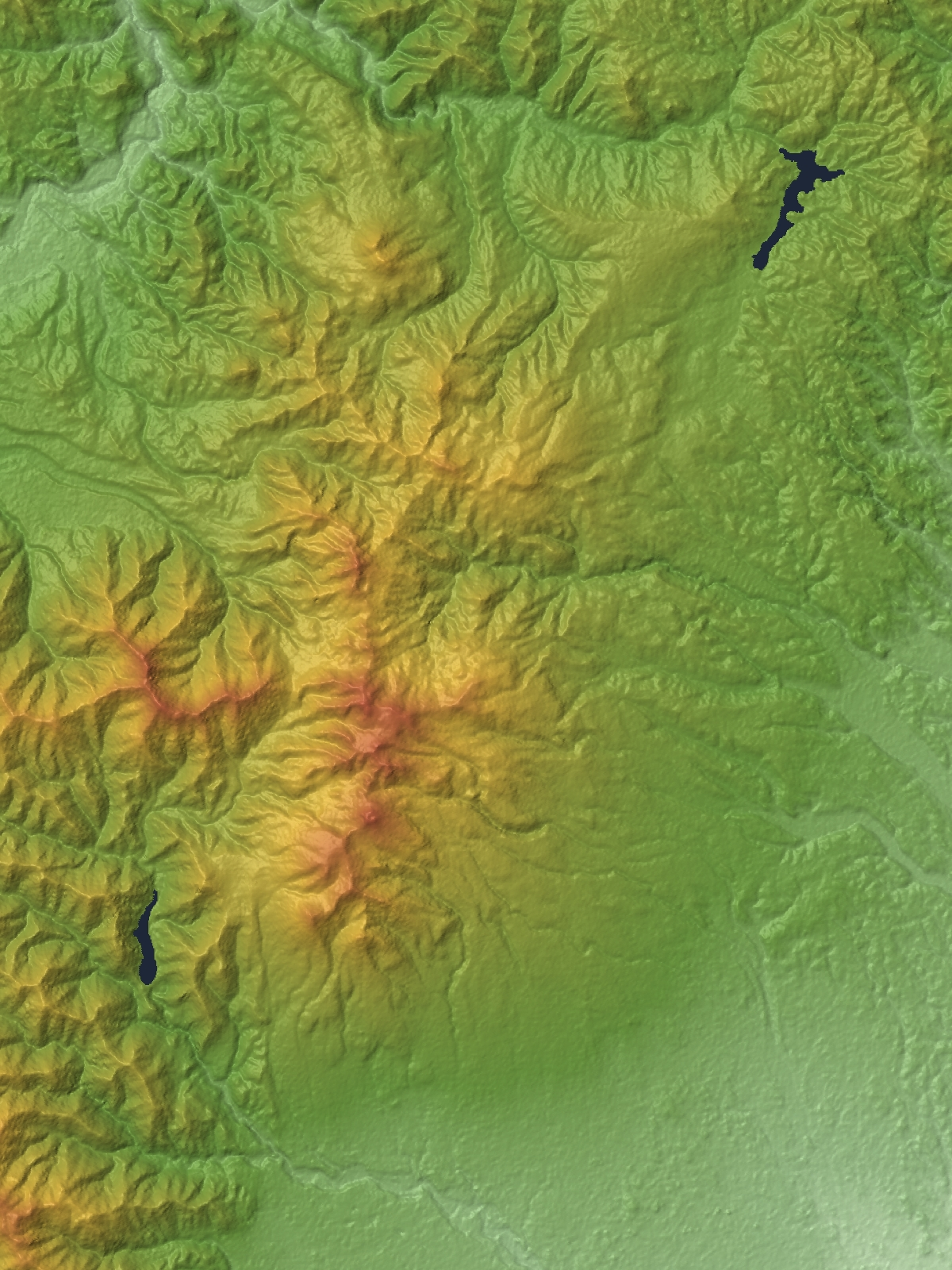
SRTM-1-Höhenprofil

Diese werden auch die „Fünf Nasu-Gipfel“ (那須五岳, Nasu godake) genannt.